# 特埃特图斯陨石坑
特埃特图斯陨石坑（Theaetetus）是位于雨海东侧边缘附近的一座月球撞击坑，以古希腊数学家雅典的泰阿泰德(公元前417年-公元前369年)之名命名，1935年被国际天文联合会批准接受。

## 特征描述

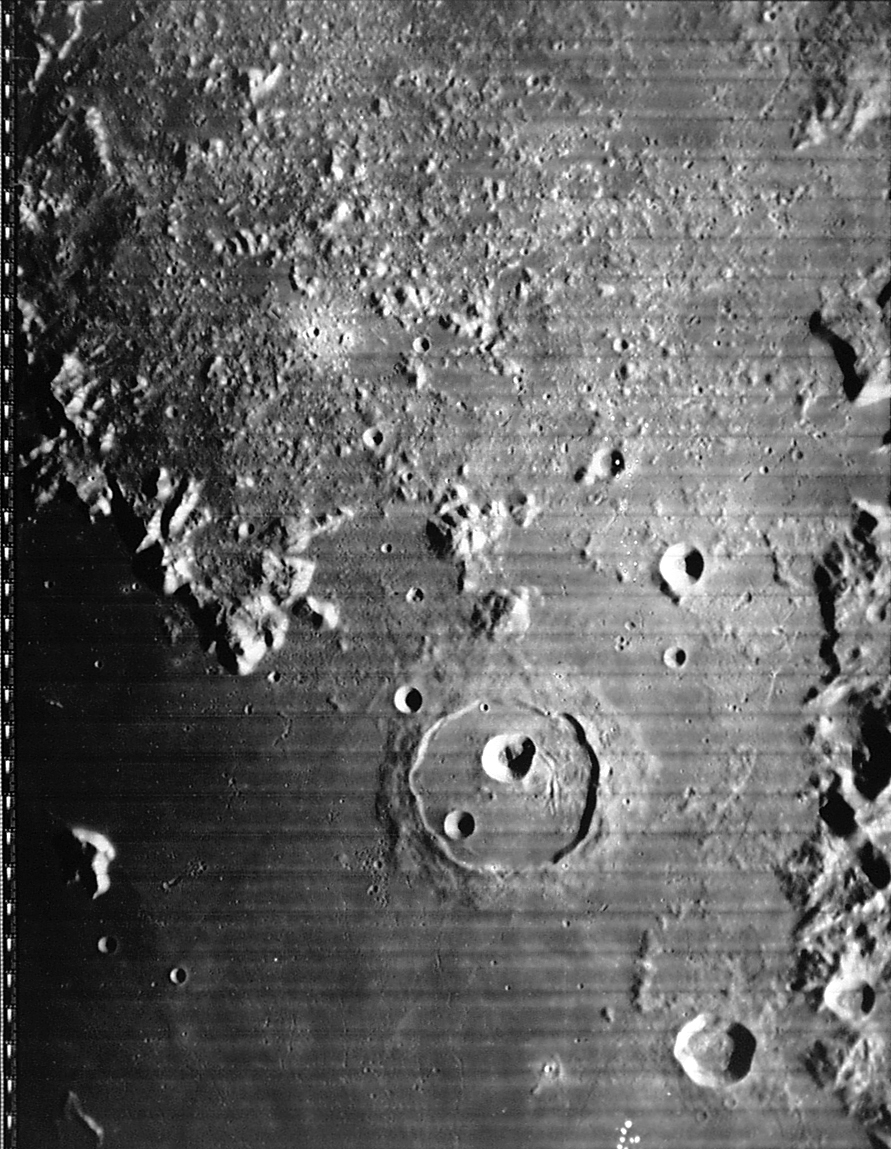
特埃特图斯陨石坑(图中右下方)，月球轨道器4号拍摄。

该陨坑坐落在构成月海东岸的高加索山脉以西，西北是卡西尼环形山，东北方为卡利普斯陨石坑，西南面是突出的阿里斯基尔环形山，南面分布着特埃特图斯月溪。该陨石坑中心的月面座标为北纬37.01°、东经6.06°，直径24.6公里，深度2830米。
特埃特图斯陨石坑的外形明显呈顶点稍圆的多角形状，有一圈已被侵蚀的低矮外壁，内侧坡壁光滑，反照率较高，侧壁较周围月表高840米陨坑总体积约为370公里³。碗状的坑底相对平坦，中部地表轻微轰起，一座小型中央峰位于中心的东北方，陨坑总体积约为370立方公里。环陨坑四周覆盖着一些来自阿里斯基尔环形山的辐射纹。
特埃特图斯陨石坑已被月球及行星观测者协会列入《内侧壁坡带有暗黑辐射纹的撞击坑》名单。

## 月球瞬变现象
该陨石坑曾因是一处月球瞬变现象点而被注意。1902年在陨石坑附近曾短暂地观察到一朵白云。包括帕特里克·穆尔和威廉·亨利·皮克林在内的其他观察者也注意到该区域不寻常的现象。